# John Lestrange, 2. Baron Strange of Blackmere
John Lestrange, 2. Baron Strange of Blackmere (* um 1306; † 21. Juli 1349), war ein englischer Adliger.
Er war ein Sohn von Fulk Lestrange, 1. Baron Strange of Blackmere und dessen Frau Eleanor Giffard. Beim Tod seines Vaters erbte er 1324 dessen Adelstitel als Baron Strange of Blackmere und wurde nach Erreichen seiner Volljährigkeit mit den Familiengütern in Shropshire belehnt. 1332 diente er als Friedensrichter für Shropshire. Durch Writ of Summons wurde er zwischen 1330 und 1344 mehrfach in das englische Parlament berufen. Während des Hundertjährigen Kriegs nahm er 1346 an der Schlacht von Crecy und an der Belagerung von Calais teil. 
Er heiratete um 1329 Ankaret Boteler († 1361), eine Tochter von William Boteler, Gutsherr von Wem in Shropshire. Er hatte mehrere Kinder, darunter:
- Fulk Lestrange, 3. Baron Strange of Blackmere (1330–1349);
- John Lestrange, 4. Baron Strange of Blackmere (um 1332–1361);
- Eleanor Lestrange († 1396), ⚭ 1360 Reynold Grey, 2. Baron Grey of Ruthin.

Nach seinem Tod heiratete seine Witwe in zweiter Ehe Thomas de Ferrers.